# Климент Кочовски
Климент Д. Кочовски е български революционер, преспански войвода на Вътрешната македоно-одринска революционна организация.

## Биография
Климент Кочовски е роден през 1873 година в Ресен, тогава в Османската империя. Завършва пети клас в българската класическа гимназия в Битоля. Завръща се в Ресен и става член на градския революционен комитет на ВМОРО. Разкрит е от турските власти и минава в нелегалност. Става четник при Атанас Петров, а по-късно е самостоятелен войвода в Преспанско. В началото на 1903 година действа в Костурско, а през Илинденско-Преображенското въстание действа в Поречието. В началото на 1905 година е секретар в ресенската чета на Спиро Олчев, а от лятото на същата година е секретар на кичевския войвода Лазар. Климент Кочовски загива заедно с цялата чета на 12 октомври 1905 година в сражение с турците край Пуста река.